# Jože Šuran
Jože Šuran (Šurani kraj Tinjana, 5. travnja 1890. – Višnjan, 29. travnja 1944.) narodnjak, antifašist i narodni heroj NOB-a.
Kao sljedbenik ideja hrvatskih preporoditelja u Istri i uzoriti zemljoradnik, prati stručnu literaturu, nabavlja nove alate i potiče susjede i sumještane na napuštanje tradicionalnih načina obrade tla i uzgoja stoke s novim dostignućima. Zbog njegovih političkih ideja, zbog borbe za jezik i napredak hrvatskih sela od 1930. godine nalazi se na listi talijanskog fašističkog pokreta kao državni neprijatelj.
Kao i mnogi narodnjaci uključuje se u Narodnooslobodilački pokret (NOP) 1942. godine i svojom karizmom potiče istomišljenike na ustrojavanje NOP-a na teritoriju Tinjana i Poreča. Naredne godine postaje i članom KPH jer u njoj vidi snagu koja može Istru osloboditi talijanske okupacije. Selo Smolici i cijeli sjeverni dio općine Višnjan postaju sjedište otporu talijanskoj vlasti koja je jača prema priobalju. Tijesno surađuje s Joakimom Rakovcem i organiziranju dobrovoljačkih skupina koje se preko Ćićarije prebacuju u Gorski kotar gdje se vodila otvorena borba s okupatorom.
Nakon kapitulacije Italije 1943. organizira otvoreni ustanak i osobno vodi razoružavanje karabinjerskih posada u Višnjanu i Tinjanu. Tijekom njemačke okupacije Istre on je jedan od najtraženijih osoba zbog diverzantskih akcija uništavanja telefonsko-telegrafskih stupova. Tijekom akcije sistematskog pretraživanja područja između Smolici i Muntrilja uhvaćen je 27. travnja 1944. godine i mučen ne bi li izdao svoje osobe za kontakt. 
Dva je dana kasnije, njemačka vlast u Višnjanu organizirala "spektakl zastrašivanja" gdje su ga golog vodili po "njegovim" selima i tjerali da pije vodu iz seoskih lokvi. Na kraju su ga vozili Višnjanom na zaprežnim kolima krcanim trnjem, dok ga je romansko stanovništvo pljuvalo, sve do Šalina (predgrađa Višnjana). Tamo je na telefonskom stupu čekala pripremljena žičana omča za vješanje. 
Gledajući taj telefonski stup, posljednje su mu riječi bile: "Ža mi je ča i uvega nisan popilija."
Ponižavanje i vješanje najviđenijeg narodnjaka Višnjanštine, umjesto straha, izazvao je kod hrvatskog stanovništva toliki gnjev da je "sređivanje računa" nakon toga, bilo jako, jako krvavo.
Narodnim herojem je proglašen 1951.

## Zanimljivosti
- Osnovna škola iz Višnjana nosi njegovo ime.
- U središtu Višnjana nalazi se skulptura njemu u čast, "sumnjive" umjetničke vrijednosti i mali spomen park na mjestu pogibije.
- Veoma emotivnu pjesmu na čakavskom dijalektu, "Jože Šuran" napisao je Ivan Pilat (Ivica), pjesnik iz Vrsara, a jedan stih koji se pamti, a uklesan je i u spomenik Joži Šuranu u središtu Višnjana glasi: "Čuda lit smo bili šćavi, bez beside i pravice, ma' znali smo izborit slobodu svoje dice."
- Prema tekstu pisca i pjesnika Milana Rakovca, glazbenik hrvatske glazbene avangarde Franci Blašković uglazbio je tekst. Pjesma "Juože Šuran", dio je 14. albuma rock skupine "Gori Ussi Winnetou, pod nazivom: "So sprach Milan Rakovac".

Za ovaj kratak životopis Jože Šurana korištena je razna "službena" literatura, ali je ona s osobom gubila kontakt i bila je modificirana političkim potrebama trenutka. Ova je biografija rađena koristeći se službenim dokumentima, ali i korekcijama na osnovu sjećanja očevidaca i svjedočenja njegovih sumještana iz sela Smolici. To se odnosi i na njegove posljednje riječi, u kojima se nije spominjao "Tita".